# 赖锡禧
赖锡禧（1898年—1965年）一译赖锡熙、赖赐禧，印度尼西亚殖民时期华裔政治家、议员，也是备受争议的华人自卫队——保安队的主席（1946年—1949年）。他有 峇峇娘惹、奧地利人和爪哇族血统。在他的政治生涯中，他致力于反对种族歧视，并要求为荷属东印度群岛的华人提供更好的医疗保健和教育。